# Elias Stein (E-Sportler)
Elias „s1n“ Stein (* 18. März 2002) ist ein deutscher E-Sportler in der Disziplin Counter-Strike 2 und ehemals in Counter-Strike: Global Offensive.

## Karriere
Begonnen hat Stein seine Karriere bei der Organisation Planetkey Dynamics. Im Anschluss war er für namhafte Teams aktiv, unter anderem Penta Sports, mit dem er im Jahr 2020 die deutsche Meisterschaft gewinnen konnte. Anschließend wechselte er zu No Limit Gaming, mit denen er 2021 ebenfalls deutscher Meister werden konnte. Beide Male konnte er sich mit seinem Team im Finale gegen Unicorns of Love durchsetzen. Darüber hinaus wurde er mit No Limit Gaming einmal deutscher Vizemeister.
Seit Anfang 2022 ist er für das Academy-Team von Berlin International Gaming (BIG) aktiv. Darüber hinaus unterstützt er das Hauptteam als Stand-In. Internationale Bekanntheit erlangte er ab Oktober 2022, weil er als Stand-In im Hauptteam bei den Qualifikationsrunden zum IEM Rio Major 2022 aktiv gewesen ist. Darüber hinaus spielt er als fester Spieler bei eben jenem Turnier, bei dem es um insgesamt 1,25 Millionen US-Dollar Preisgeld geht. Hier schied man nach einem 2-0 Start mit 2-3 in der Legends Stage im entscheidenden letzten Spiel gegen Natus Vincere aus. Kurze Zeit später kehrte er wieder voll ins Academy Team der Organisation zurück.
2023 siegte er mit dem Academy Team bei der ESL Meisterschaft: Spring 2023. Im Juni 2023 wurde Stein ins Hauptteam befördert. In diesem Jahr siegte er beim CCT Season 1 Online Finals #5. Außerdem erzielte er den dritten Rang im CCT Season 1 Online Finals #4. Im Februar 2024 wurde er bei Berlin International Gaming auf die Bank gesetzt. Im März wechselte Stein zur US-amerikanische E-Sport-Organisation M80. Mit M80 erreichte er in diesem Jahr das Viertelfinale der ESL Pro League Season 20.
2025 qualifizierte er sich mit seinem Team für das BLAST.tv Major: Austin 2025, welches er auf dem 20.–22. Platz beendete.

## Erfolge
Dies ist ein Ausschnitt der Erfolge von Elias Stein. Da Counter-Strike in Wettkämpfen stets in Fünfer-Teams gespielt wird, beträgt das persönliche Preisgeld ein Fünftel des gewonnenen Gesamtpreisgeldes des Teams. 
| Jahr                             | Platz                            | Turnier                          | Team                             | Persönliches Preisgeld           |
| Counter Strike: Global Offensive | Counter Strike: Global Offensive | Counter Strike: Global Offensive | Counter Strike: Global Offensive | Counter Strike: Global Offensive |
| -------------------------------- | -------------------------------- | -------------------------------- | -------------------------------- | -------------------------------- |
| 2022                             | 2.                               | Elisa Masters Espoo 2022         | Berlin International Gaming      | 05.600 $                         |
| Counter-Strike 2                 |                                  |                                  |                                  |                                  |
| 2023                             | 3.                               | CCT Online Finals #4             | Berlin International Gaming      | 05.000 $                         |
| 2023                             | 1.                               | CCT Online Finals #5             | Berlin International Gaming      | 020.000 $                        |